# Deán Funes
Déan Funes è una città argentina, capoluogo del dipartimento di Ischilín, nella provincia di Córdoba.